# في سبيل الحب (فلم)
في سبيل الحب  فيلم دراما للمخرج عيسى كرامة عام 1955، عن قصة محمد الإمام وسيناريو وحوار اشترك فيه عيسى كرامة ومحمد الإمام وعثمان أباظة. الفيلم من بطولة ماجدة ويحيى شاهين وتدور أحداثه في الريف المصري عن قصة حب ونزاعات الأخذ بالثأر، وصعوبة تتويج قصة الحب بالزواج.
صدر الفيلم إلى دور العرض المصرية بطريقة السينما سكوب في 3 أكتوبر 1955.
منح موقع قاعدة بيانات الأفلام العربية «السينما.كوم» الفيلم درجة 5.3/ 10.

## طاقم التمثيل
ماجدة: في دور فاطمة إبراهيم أبو علوان
يحيى شاهين: في دور حسن مجاهد أبو عبد الرحمن
عبد العزيز خليل: في دور إبراهيم أبو علوان
عبد العليم خطاب: في دور أحمد أبو سنبل
زكي إبراهيم: في دور الشيخ أبو شامة
محمد الديب: في دور مخيمر (ابن صفية شقيقة أبو علوان)
علي رشدي: في دور مجاهد أبو عبد الرحمن
عبد الغني النجدي: في دور شعبان
لطفي عبد الحميد: في دور أبو الغيط
وداد حمدي: في دور الخادمة جليلة
سعاد أحمد: في دور أم علي (الداية)
سامية رشدي: في دور بهانة (زوجة إبراهيم أبو علوان)
فيفي سعيد: في دور مسعدة (زوجة مجاهد أبو عبد الرحمن)
فتحية شاهين: في دور ناعسة (زوجة أحمد أبو سنبل)
أحمد بالي: في دور المأذون
عبد الحميد بدوي: في دور الغفير
هيرمين: في دور الراقصة
أنور زكي: في دور الطبيب
مطاوع عويس: في دور مزارع
يتخلل الفيلم أغنية «ليلة الحنة» كلمات طاهر أبو فاشا، ألحان إبراهيم حسين.

## أحداث الفيلم
تستعد ناعسة (فتحية شاهين) زوجة المزارع البسيط أحمد أبو سنبل (عبد العليم خطاب)، للولادة، ويلجأ أبو سنبل للداية أم على (سعاد أحمد)، ولعدم امتلاكه كامل أجرتها، ترفض الداية أن تشرف على ولادة زوجته، وتفضل الذهاب لمساعدة بهانه (سامية رشدي)، زوجة شقيقها المزارع إبراهيم أبو علوان (عبد العزيز خليل). تضع  بهانة أنثى أسمتها فاطمة، بينما كان أبو علوان مشغولاً بإنقاذ جاموسته التي سقطت في الساقية، وتموت قبل ان يعاجلها بالذبح، ويسود وجهه عندما يبشر بإنجاب أنثى. تتعسر ولادة ناعسة، ثم تضع ذكراً، وتسلم الروح أثناء الولادة. يقوم أبو سنبل بالإنتقام من الداية «أم على» بقتلها، ويودع مولوده لدى الرجل الصالح مجاهد أبو عبد الرحمن (علي رشدي) الذي لم ينجب، وزوجته مسعدة (فيفي سعيد)، ويطلقوا على المولود اسم «حسن». يشهد الواقعة الشيخ أبو شامة (زكي إبراهيم). يتم القبض على أحمد أبو سنبل ويودع السجن، بينما يصمم إبراهيم أبو علوان على الثأر لمقتل شقيقته، ويعتبر مولودته فاطمة نذير شؤم ونحس، فقد بدأ يومه بموت جاموسته وانتهى بموت شقيقته.
تشب فاطمة (ماجده)، وترفض كل من يتقدم للزواج بها، كما يشب حسن (يحيى شاهين) وهو يحمل اسم مجاهد أبو عبد الرحمن، ويقع حسن وفاطمة في الحب، وعندما يشاهدهم الشيخ أبو شامة، ينصح حسن بالابتعاد عن ابنة أبو علوان. كان أبو علوان قد وعد مخيمر (محمد الديب) ابن شقيقته صفية، بتزويجه من فاطمة، إن تمكن من قتل أبو سنبل في السجن. يدخل مخيمر السجن بحكم 10 سنوات، ويخرج وهو لم يتمكن من قتل أبو سنبل، بل على العكس، يتمكن أبو سنبل من الإعتداء عليه، لتطول مدة سجنه. يعلن حسن والده المريض أبومجاهد برغبته في الزواج من فاطمة ابنة إبراهيم أبو علوان، وينصحه بالابتعاد عن ذلك الرجل، كما فعل معه الشيخ أبو شامة، وعندما وجد تصميم حسن على تلك الزيجة، يقَص عليه القصة كاملة، ولكنه يلقى ربه قبل أن يخبره بأنه هو الطفل ابن القاتل. يجد حسن الفرصة مواتيه، ويتقدم للزواج من فاطمة، ويخبر والدها بأنه يعرف قصة ثأره من أبو سنبل، وينتهز والد فاطمة الفرصة، ويطلب من حسن مهر إبنته فاطمة، وهذا المهر هو قتل أحمد أبو سنبل، الذي أوشك على الخروج من السجن، ويرفض حسن فكرة الثأر، بعد أن دفع القاتل الثمن بقضاء فترة العقوبة، ولكن أمام حبه الكبير لفاطمة، واصرار الأخيرة على تضحيته بأي شيء في سبيل حبهما، يوافق على قتل أبو سنبل، ويتسلم السلاح من إبراهيم أبو علوان. يلتقي حسن بأبو سنبل في بيت الشيخ أبو شامة، ويترصده بين المزارع. تكتشف فاطمة أن مهرها هو قتل أبو سنبل وتستنجد بالشيخ أبو شامة لمنع حسن من القتل، ولكن حسن لم تطاوعه يداه على قتل أبو سنبل، ولكن مخيمر يتمكن من إطلاق الخرطوش على أبو سنبل، ويظن أبو علوان أن حسن هو الذي ثأر له، فيزوجه من فاطمة، ولكن الشيخ أبو شامة يتدخل ويخبر حسن بالحقيقة، وتؤكد ذلك والدته مسعدة، فيقرر الإنتقام من مخيمر، الذي يقبض عليه ويعترف بجريمته، ويحتاج أبو سنبل لنقل دم، فيقوم إبراهيم أبو علوان بالتبرع بدمه، وينتهى صراعهم، ويسود السلام بينهم مرة أخرى، ويعيش حسن مع فاطمة في سعادة وهناء.

## روابط خارجية
- مقالات تستعمل روابط فنية بلا صلة مع ويكي بيانات
- في سبيل الحب على الدهليز
- في سبيل الحب على كاروهات

https://www.sama3y.net/forum/showthread.php?t=90257 في سبيل الحب (فيلم)